# Sobolów

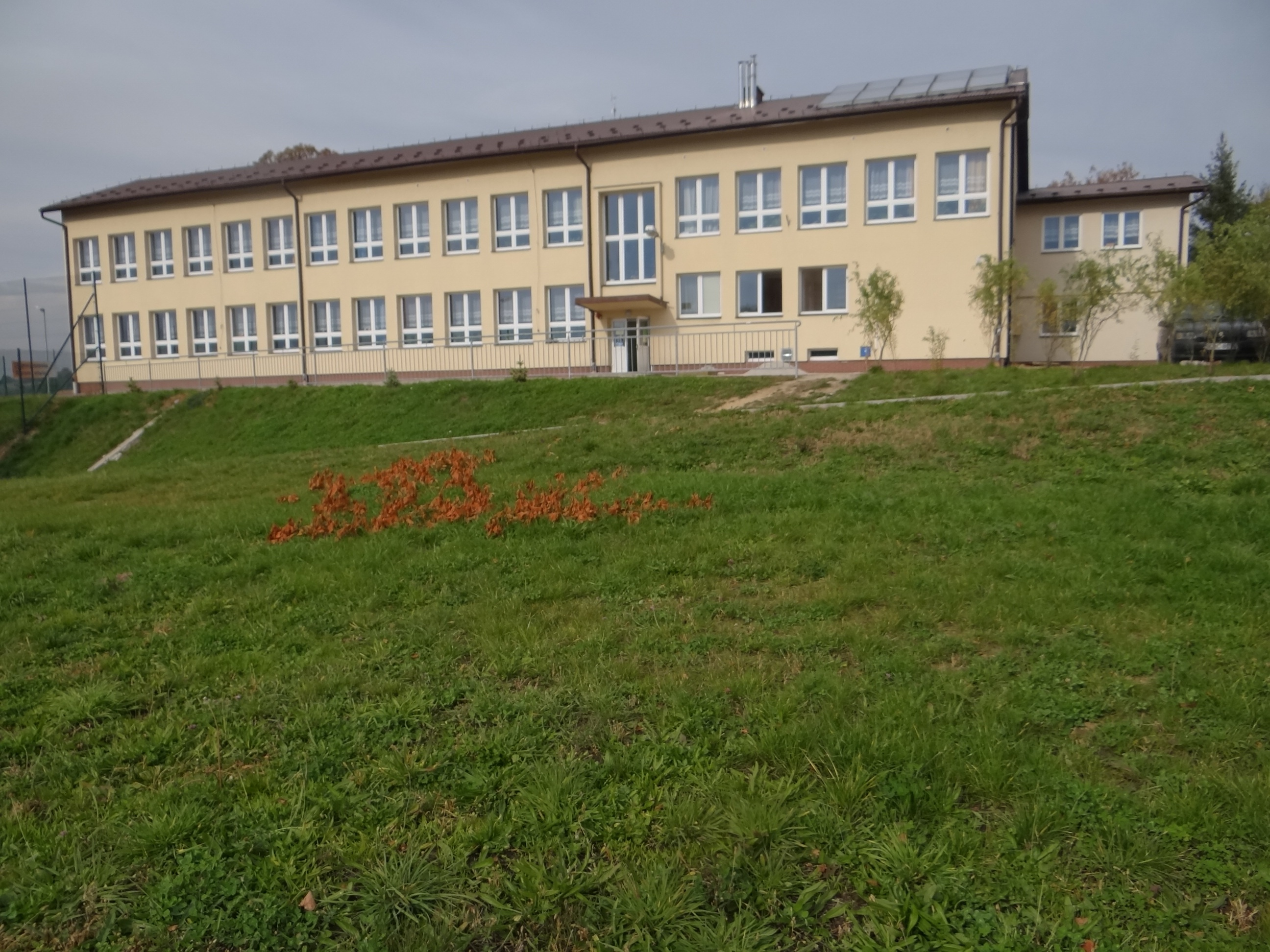
Szkoła

Sobolów – wieś w Polsce położona w województwie małopolskim, w powiecie bocheńskim, w gminie Łapanów.
W latach 1954–1961 wieś należała i była siedzibą władz gromady Sobolów, po jej zniesieniu w gromadzie Zawada. W latach 1975–1998 miejscowość administracyjnie należała do województwa tarnowskiego. Integralne części miejscowości: Polanka, Sieradzka, Sikornica, Zonia.
Pod względem geograficznym znajduje się na Pogórzu Wiśnickim. Zabudowania i pola miejscowości znajdują się w większości w dolinie rzeki Stradomka.

## Historia
Pierwsze informacje o wsi Sobolów pochodzą z wczesnego średniowiecza (1126) z kronik królewskich. Jak wynika z treści kroniki wieś została sprzedana miejscowym chłopom przez szlachcica Kuklińskiego, który zdecydował opuścić ziemie polskie by poślubić mołdawską hrabinę Wrgage. Istnieją jednak dowody wcześniejszego osadnictwa na tych ziemiach (najprawdopodobniej z późnego paleolitu), które zostały odkryte w ramach ratunkowych badań archeologicznych dokonanych przez zespół badawczy z Uniwersytetu Jagiellońskiego w ramach przygotowania terenu pod przyszły zbiornik wodny (Sobolów).
W pierwszej połowie XIV w. powstała parafia Wszystkich Świętych. W 1330 roku wieś otrzymała prawo niemieckie z nadania króla Władysława Łokietka, a w 1326 roku wymieniana jest w rachunkach świętopietrza. W 1596 roku w parafii istniała szkoła.
W 1569 ks. Marcin Reszka z Łaska (pleban w Sobolowie) za przyzwoleniem ówczesnego właściciela wsi Stanisława Słonkowskiego, przekształcił kościół parafialny w zbór kalwiński.
Okres świetności Sobolowa przypada jednak na XIX wiek głównie za sprawą miejscowych rzemieślników, którzy wyspecjalizowali się w produkcji ołowianych kół służących w austriackiej armii jako pociski strzeleckie (również armatnie).
W grudniu 1914 roku dolina Stradomki, była miejscem tragicznych działań wojennych. Z tego czasu pozostały liczne cmentarze wojenne. To tu planowana była akcja „wykopki” mająca na celu uwolnienie z więzienia w Nidzicy Kazimierza Zefirka ps. „Krzywy”.

## Zabytki i atrakcje turystyczne
Obiekty wpisane do rejestru zabytków nieruchomych województwa małopolskiego.
- Zespół kościoła parafialnego pw. Wszystkich Świętych: kościół, dzwonnica;
- cmentarz wojenny z I wojny światowej;
- Grodzisko w Sobolowie na szczycie Kociego Zamku[7].

### Inne
- cmentarz wojenny nr 340 – Zonia;
- nieczynny kamieniołom w Sobolowie[8].